# Distretto di Chełm
Il distretto di Chełm (in polacco powiat chełmski) è un distretto polacco appartenente al voivodato di Lublino. Il capoluogo del distretto è sito a Chełm, ma il distretto non comprende la città stessa, che forma un powiat urbano separato. La popolazione, nel 2005, ammontava a 73.709 persone, abitanti un'area di 1.779,64 km².

## Geografia antropica

### Suddivisioni amministrative
Il distretto comprende 15 comuni.
- Comuni urbani: Rejowiec Fabryczny
- Comuni rurali: Białopole, Chełm, Dorohusk, Dubienka, Kamień, Leśniowice, Rejowiec, Rejowiec Fabryczny, Ruda-Huta, Sawin, Siedliszcze, Wierzbica, Wojsławice, Żmudź